# Olympische Winterspiele 1936/Teilnehmer (Tschechoslowakei)
Die Tschechoslowakei nahm an den IV. Olympischen Winterspielen 1936 in Garmisch-Partenkirchen mit einer Delegation von 44 Athleten teil. Darunter waren 5 weibliche und 39 männliche Athleten. Die Tschechoslowakei konnte zum dritten Mal keine Medaillen bei Olympischen Winterspielen gewinnen.
Die wohl jüngste Teilnehmerin war Věra Hrubá, welche später unter dem Namen Vera Ralston in den Vereinigten Staaten als Schauspielerin bekannt wurde. Sie war 15 Jahre alt und startete im Eiskunstlauf. Der wohl älteste Teilnehmer aus der Tschechoslowakei war der 41-jährige Jan Peka. Er war Teil der Eishockey-Mannschaft, welche den vierten Platz belegte und damit knapp eine Medaille verpasste.

## Teilnehmer nach Sportarten

### Bobsport
| Athleten                                                          | Wettbewerb | Lauf 1      | Lauf 1 | Lauf 2      | Lauf 2 | Lauf 3      | Lauf 3 | Lauf 4      | Lauf 4 | Gesamt      | Gesamt |
| Athleten                                                          | Wettbewerb | Zeit        | Rang   | Zeit        | Rang   | Zeit        | Rang   | Zeit        | Rang   | Zeit        | Rang   |
| ----------------------------------------------------------------- | ---------- | ----------- | ------ | ----------- | ------ | ----------- | ------ | ----------- | ------ | ----------- | ------ |
| Männer                                                            |            |             |        |             |        |             |        |             |        |             |        |
| Gustav Leubner Wilhelm Blechschmidt                               | Zweierbob  | 1:32,53 min | 18     | 1:29,23 min | 20     | 1:31,59 min | 15     | 1:26,12 min | 13     | 5:59,47 min | 17     |
| Josef Lanzendörfer Karel Růžička                                  | Zweierbob  | 1:31,40 min | 14     | 1:28,90 min | 19     | 1:36,57 min | 23     | 1:32,83 min | 21     | 6:09,70 min | 20     |
| Gustav Leubner Bedřich Posselt Wilhelm Blechschmidt Walter Heinzl | Viererbob  | 1:26,68 min | 11     | 1:25,60 min | 11     | 1:28,13 min | 13     | 1:25,11 min | 12     | 5:45,52 min | 12     |
| Josef Lanzendörfer Ewald Menzl Robert Zintel Karel Růžička        | Viererbob  | DNF         | DNF    | DNF         | DNF    | DNF         | DNF    | DNF         | DNF    | DNF         | DNF    |

### Eishockey
Kader
| Torwart     | Josef Boháč Jan Peka                                                                                                  |
| Verteidiger | Karel Hromádka Jan Košek Jaroslav Pušbauer                                                                            |
| Angreifer   | Alois Cetkovský Drahoš Jirotka Zdeněk Jirotka Oldřich Kučera Josef Maleček Jiří Tožička Ladislav Troják Walter Ulrich |

Ergebnisse
| Erste Runde  | Belgien                | 5:0 (0:0, 4:0, 1:0) |
| Erste Runde  | Ungarn                 | 3:0 (1:0, 1:0, 1:0) |
| Erste Runde  | Frankreich             | 2:0 (0:0, 1:0, 1:0) |
| Zweite Runde | Vereinigte Staaten     | 0:2 (0:0, 0:2, 0:0) |
| Zweite Runde | Schweden               | 4:1 (0:1, 2:0, 2:0) |
| Zweite Runde | Österreich             | 2:1 (0:0, 2:1, 0:0) |
| Finalrunde   | Vereinigte Staaten 1   | 0:2 (0:0, 0:2, 0:0) |
| Finalrunde   | Vereinigtes Königreich | 0:5 (0:2, 0:3, 0:0) |
| Finalrunde   | Kanada                 | 0:7 (3:0, 3:0, 1:0) |
| Platzierung  | 4                      | 4                   |

### Eiskunstlauf
| Athleten          | Wettbewerb | PF | FS | Punkte | Platzierung | Rang |
| ----------------- | ---------- | -- | -- | ------ | ----------- | ---- |
| Frauen            |            |    |    |        |             |      |
| Věra Hrubá        | Einzel     | 20 | 13 | 2473,0 | 111         | 17   |
| Fritzi Metznerová | Einzel     | 21 | 20 | 2374,5 | 141         | 20   |
| Männer            |            |    |    |        |             |      |
| Jaroslav Sadílek  | Einzel     | 22 | 24 | 2135,1 | 161         | 24   |

### Eisschnelllauf
| Athleten          | Wettbewerb | Zeit        | Rang |
| ----------------- | ---------- | ----------- | ---- |
| Oldřich Hanč      | 500 m      | 49,8 s      | 32   |
| Oldřich Hanč      | 1500 m     | 2:57,8 min  | 35   |
| Oldřich Hanč      | 5000 m     | 10:03,0 min | 34   |
| Jaromír Turnovský | 500 m      | 47,8 s      | 30   |
| Jaromír Turnovský | 1500 m     | 2:30,5 min  | 31   |
| Jaromír Turnovský | 5000 m     | 9:25,8 min  | 32   |

### Nordische Kombination
Der Wettbewerb der Nordischen Kombination setzte sich aus einem Langlauf über 18 Kilometer und zwei Sprüngen von der Normalschanze zusammen. Während der Skisprungwettbewerb gesondert ausgetragen wurde, nahmen die nordischen Kombinierten an den Langlauf-Wettbewerben über 18 Kilometer teil, in welchen auch Medaillen im Langlauf vergeben wurden. František Šimůnek belegte beim Dreifach-Triumph der Norweger den fünften Platz und war damit der beste Nicht-Skandinavier im Feld der Nordischen Kombinierer.
| Athleten          | Wettbewerb | Skilanglauf | Skilanglauf | Skilanglauf | Skispringen | Skispringen | Skispringen | Skispringen | Gesamt       | Gesamt |
| Athleten          | Wettbewerb | Zeit        | Punkte      | Rang        | Weite 1     | Weite 2     | Punkte      | Rang        | Gesamtpunkte | Rang   |
| ----------------- | ---------- | ----------- | ----------- | ----------- | ----------- | ----------- | ----------- | ----------- | ------------ | ------ |
| Männer            |            |             |             |             |             |             |             |             |              |        |
| Gustl Berauer     | Individual | 1:23:04 h   | 197,2       | 8           | 45,0 m      | 42,0 m      | 181,9       | 29          | 379,1        | 14     |
| Johann Lahr       | Individual | 1:25:11 h   | 185,8       | 16          | 49,0 m      | 53,0 m      | 201,6       | 8           | 387,4        | 9      |
| František Šimůnek | Individual | 1:19:09 h   | 219,0       | 4           | 44,5 m      | 43,5 m      | 175,3       | 33          | 394,3        | 5      |
| Rudolf Vrána      | Individual | 1:30:26 h   | 158,8       | 34          | 48,5 m      | 49,0 m      | 200,6       | 9           | 359,4        | 26     |

### Ski alpin
| Athleten            | Wettbewerb         | Abfahrt    | Abfahrt | Slalom      | Slalom      | Slalom      | Slalom      | Slalom | Gesamt       | Gesamt |
| Athleten            | Wettbewerb         | Zeit       | Rang    | Durchgang 1 | Durchgang 1 | Durchgang 2 | Durchgang 2 | Rang   | Gesamtpunkte | Rang   |
| Athleten            | Wettbewerb         | Zeit       | Rang    | Zeit        | Strafzeit   | Zeit        | Strafzeit   | Rang   | Gesamtpunkte | Rang   |
| ------------------- | ------------------ | ---------- | ------- | ----------- | ----------- | ----------- | ----------- | ------ | ------------ | ------ |
| Frauen              |                    |            |         |             |             |             |             |        |              |        |
| Růžena Beinhauerová | Alpine Kombination | 6:54,6 min | 22      | 2:03,3 min  | –           | 1:55,5 min  | –           | 23     | 66,47        | 22     |
| Trude Möhwaldová    | Alpine Kombination | 8:46,8 min | 34      | 2:45,1 min  | –           | DSQ         | DSQ         | DSQ    | DSQ          | DSQ    |
| Hilde Walterová     | Alpine Kombination | 6:17,8 min | 17      | 2:55,5 min  | –           | DSQ         | DSQ         | DSQ    | DSQ          | DSQ    |
| Männer              |                    |            |         |             |             |             |             |        |              |        |
| Walter Hollmann     | Alpine Kombination | 5:45,6 min | 19      | 1:28,1 min  | –           | 1:37,8 min  | –           | 16     | 81,01        | 16     |
| Eduard Hromádka     | Alpine Kombination | 5:39,4 min | 16      | 2:45,9 min  | 0:18 min    | DSQ         | DSQ         | DSQ    | DSQ          | DSQ    |
| Johann Knahl        | Alpine Kombination | 5:52,4 min | 21      | 1:33,7 min  | –           | 1:41,1 min  | –           | 21     | 78,41        | 21     |
| Walter Pick         | Alpine Kombination | 5:49,6 min | 23      | 1:53,3 min  | 0:06 min    | 1:41,1 min  | –           | 29     | 75,30        | 26     |

### Skilanglauf
| Athleten                                                  | Wettbewerb | Zeit      | Rang |
| --------------------------------------------------------- | ---------- | --------- | ---- |
| Männer                                                    |            |           |      |
| Gustl Berauer                                             | 18 km      | 1:23:04 h | 21   |
| Lukáš Mihalák                                             | 18 km      | 1:19:01 h | 10   |
| Lukáš Mihalák                                             | 50 km      | DNF       | DNF  |
| Cyril Musil                                               | 18 km      | 1:20:14 h | 14   |
| Cyril Musil                                               | 50 km      | 3:46:12 h | 9    |
| František Šimůnek                                         | 18 km      | 1:19:09 h | 11   |
| Vladimír Novák                                            | 50 km      | 3:59:08 h | 19   |
| Jan Svatoš                                                | 50 km      | 3:54:33 h | 15   |
| Cyril Musil Gustl Berauer Lukáš Mihalák František Šimůnek | Staffel    | 3:54:33 h | 15   |

### Skispringen
| Athleten        | Wettbewerb    | Sprung 1 | Sprung 1 | Sprung 1 | Sprung 2 | Sprung 2 | Sprung 2 | Gesamt | Gesamt |
| Athleten        | Wettbewerb    | Weite    | Punkte   | Rang     | Weite    | Punkte   | Rang     | Punkte | Rang   |
| --------------- | ------------- | -------- | -------- | -------- | -------- | -------- | -------- | ------ | ------ |
| Oldřich Buďárek | Normalschanze | 59,0 m   | 85,3     | 44       | 62,0 m   | 88,9     | 38       | 174,2  | 40     |
| Josef Kahl      | Normalschanze | 64,0 m   | 98,4     | 29       | 64,5 m   | 97,7     | 32       | 196,1  | 29     |
| Johann Lahr     | Normalschanze | 64,5 m   | 94,7     | 37       | 66,0 m   | 99,1     | 28       | 193,8  | 32     |
| Jaroslav Lukeš  | Normalschanze | 69,0 m   | 99,2     | 27       | 71,0 m   | 99,9     | 26       | 199,1  | 27     |